# TV8 (Algérie)
Pour les articles homonymes, voir TV8.
 (juin 2022).
Si vous disposez d'ouvrages ou d'articles de référence ou si vous connaissez des sites web de qualité traitant du thème abordé ici, merci de compléter l'article en donnant les références utiles à sa vérifiabilité et en les liant à la section « Notes et références ».
La TV8 (en arabe : الجزائرية الثامنة), également connue sous le nom d'Ed dakira TV, est la huitième chaîne de télévision nationale publique algérienne. Elle fait partie du groupe public EPTV, avec TV1, TV2, TV3, TV4, TV5, TV6, TV7 et TV9.

## Historique
TV8 a été lancée le 1er novembre 2020, en présence de Abdelaziz Djerad, a l'occasion du 58è anniversaire de l'indépendance et du recouvrement de la souveraineté sur la Radio et la Télévision. Elle est créée dans le but "d'accorder a la jeunesse algérienne une chaîne consacrée a sa mémoire".

## Programmes
Elle diffuse en langue arabe, des programmes liés à l'histoire de l'Algérie, tels que des documentaires et des films historiques ainsi que des entretiens.